# Saint-Forget
 Saint-Forget  es una comuna y población de Francia, en la región de Isla de Francia, departamento de Yvelines, en el distrito de Rambouillet y cantón de Chevreuse.
Su población en el censo de 1999 era de 521 habitantes.
No está integrada en ninguna Communauté de communes.

## Demografía
| 273 | 235 | 290 | 370 | 458 | 521 |
| Para los censos de 1962 a 1999 la población legal corresponde a la población sin duplicidades (Fuente: INSEE [Consultar]) |     |     |     |     |     |